# Bourisp
Bourisp  là một xã thuộc tỉnh Hautes-Pyrénées trong vùng Occitanie tây nam nước Pháp. Khu vực này có độ cao trung bình 809mét trên mực nước biển. Dân số theo điều tra năm 1999 của INSEE là 110 người.